# درو درويج
درو درويج (بالإنجليزية: Drew Droege)‏ مواليد 9 فبراير 1977 في لينكنتون، الولايات المتحدة، هو ممثل ومخرج وكوميدي أمريكي.

## الأعمال
- النهايات السعيدة
- التاريخ الثمل
- برغر بوب

## روابط خارجية
- درو درويج على موقع IMDb (الإنجليزية)
- درو درويج على موقع ميوزك برينز (الإنجليزية)
- درو درويج على موقع قاعدة بيانات الفيلم (الإنجليزية)